# Masaaki Nishimori
Masaaki Nishimori (西森 正明 Nishimori Masaaki?, nacido el 12 de marzo de 1985 en Kumamoto) es un exfutbolista japonés. Jugaba de centrocampista y su último club fue el Renofa Yamaguchi FC de Japón.

## Trayectoria

### Clubes
| Club                | País  | Año         |
| ------------------- | ----- | ----------- |
| Roasso Kumamoto     | Japón | 2007 - 2012 |
| FC Kagoshima        | Japón | 2013        |
| V-Varen Nagasaki    | Japón | 2013 - 2014 |
| Renofa Yamaguchi FC | Japón | 2014        |

## Estadística de carrera

### J. League
| Club             | Año   | J. League | J. League | Copa J. League | Copa J. League | Total | Total |
| Club             | Año   | Part.     | Goles     | Part.          | Goles          | Part. | Goles |
| ---------------- | ----- | --------- | --------- | -------------- | -------------- | ----- | ----- |
| Roasso Kumamoto  | 2008  | 13        | 0         | -              | -              | 13    | 0     |
| Roasso Kumamoto  | 2009  | 18        | 1         | -              | -              | 18    | 1     |
| Roasso Kumamoto  | 2010  | 19        | 0         | -              | -              | 19    | 0     |
| Roasso Kumamoto  | 2011  | 15        | 0         | -              | -              | 15    | 0     |
| Roasso Kumamoto  | 2012  | 13        | 0         | -              | -              | 13    | 0     |
| V-Varen Nagasaki | 2013  | 1         | 0         | -              | -              | 1     | 0     |
| V-Varen Nagasaki | 2014  | 0         | 0         | -              | -              | 0     | 0     |
| Total            | Total | 79        | 1         | 0              | 0              | 79    | 1     |